# Embaixada dos Emirados Árabes Unidos em Brasília
A Embaixada da Emirados Árabes Unidos em Brasília é a principal representação diplomática do país árabe no Brasil. O atual embaixador é Saleh Alsuwaidi.
Está localizada no Lago Sul, no Setor de Habitações Individuais Sul, quadra SHIS QI 5, chácara 54. Aberta em 1991, foi a primeira embaixada do confederação na América Latina.

## História
As relações diplomáticas entre os dois países foi estabelecida em 1974, com a instalação da embaixada brasileira em Abu Dhabi em 1978. Levaria pouco mais de dez anos para os EAU fazerem o mesmo.
A embaixada dos Emirados Árabes em Brasília foi estabelecida em 1991, sendo a primeira representação diplomática do país na América Latina.

## Serviços
A embaixada realiza os serviços protocolares das representações estrangeiras, como o auxílio aos italianos que moram no Brasil e aos visitantes vindos da Emirados Árabes Unidos e também para os brasileiros que desejam visitar ou se mudar para o país árabe. Cerca de dez mil brasileiros moram nos Emirados Árabes, principalmente em Dubai e na capital Abu Dhabi. O país também é um hub aéreo, sendo conexão de muitos voos para o hemisfério oriental - após um acordo diplomático, o visto para viajar aos Emirados Árabes deixou de ser necessário para brasileiros em 2018. Além da embaixada, a Emirados Árabes Unidos conta com mais um consulado geral em São Paulo, aberto em 2017.
Outras ações que passam pela embaixada são as relações diplomáticas com o governo brasileiro nas áreas política, econômica, cultural e científica. A embaixada promove eventos culturais e festividades, como nos feriados nacionais do país. Brasil e Emirados Árabes são parceiros comerciais, com o país árabe sendo o segundo maior mercado no Oriente Médio para o Brasil e as trocas comerciais entre os países chegando a 2,59 bilhões de dólares.